# David Murray, 2.º Conde de Mansfield
David Murray, 2.º Conde de Mansfield, 7.º Visconde de Stormont, (9 de outubro de 1727 – 1 de setembro de 1796), conhecido como Visconde de Stormont de 1748 a 1793, foi um diplomata e político britânico. Ele sucedeu nas linhagens Mansfield e Stormont da família Murray, herdando dois títulos e duas fortunas.

## Fundo
Mansfield era filho de David Murray, 6.º Visconde de Stormont, e sua esposa, Anne Stewart, herdeira de John Stewart de Innernytie. O Lorde Chefe de Justiça, William Murray, 1.º Conde de Mansfield, era seu tio paterno e mentor. Stormont herdou a propriedade da família e o título de Visconde Stormont aos 21 anos, quando seu pai morreu em 1748. A sede ancestral dos Viscondes de Stormont é o Palácio Scone.

## Diplomata

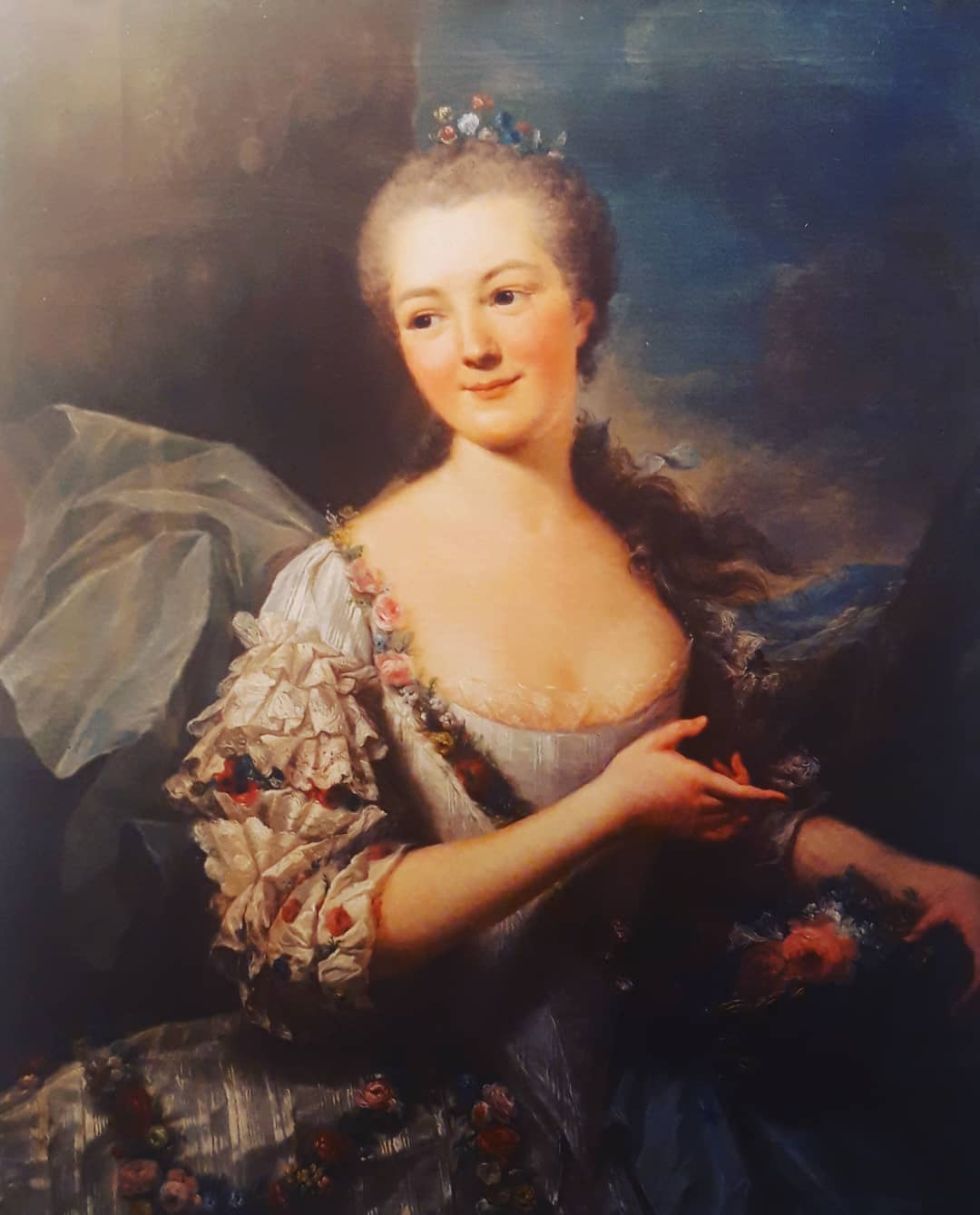
Condessa Henrietta von Bünau por Marcello Bacciareli

O tio de Stormont estava determinado a promover seu sobrinho e herdeiro, então ele planejou cuidadosamente a educação e ocupação de Stormont. Ele se destacou no estudo dos clássicos e de línguas, especialmente latim, então foi decidido que ele se tornaria um diplomata.
Stormont se tornou embaixador na Saxônia - Polônia, Áustria e depois na França com a ajuda de seu tio. Nos primeiros anos da Guerra de Independência dos Estados Unidos, ele desempenhou um papel no envio de notícias das ações americanas de volta à Inglaterra. Ele foi eleito par representativo escocês em 1754. Ele também fez um amigo para toda a vida em William Cavendish-Bentinck, 3.º Duque de Portland, quando foi enviado para estudar com Stormont por um ano em Varsóvia, a pedido do tio de Stormont e da Duquesa de Portland . O duque foi acompanhado pelo secretário de Stormont, Benjamin Langlois. 
Quando Frederico II da Prússia invadiu a Saxônia, o Eleitor da Saxônia foi forçado a recuar de Dresden para Varsóvia, capital de seu reino polonês. Stormont o seguiu, ele havia conhecido anteriormente uma condessa imperial alemã ( Reichsgrafin ) em Dresden, seu nome era Henrietta Frederica von Bünau, filha do conde imperial Heinrich von Bünau . Eles se apaixonaram e se casaram em Varsóvia, Polônia, em 1759.  Walpole escreveu: "Lord Stormont é realmente casado e é a criatura mais feliz do mundo, eu o desejaria sempre assim, pois o dele é o melhor." 
Seu casamento foi inesperado: em vez de um casamento calculado com uma nobreza britânica como seu tio, ele optou por se casar por amor com a Condessa Henrietta. Antes de seu segundo casamento, Henrietta já era uma jovem e rica viúva nobre. Seu primeiro marido morreu jovem e lhe legou toda sua fortuna e três propriedades dinamarquesas. Depois de se casar com Stormont, ela os vendeu em 1760.  O tio de Stormont, Lord Chief Justice, encorajou-o no namoro, chegando mesmo a enviar cartas a Henrietta, futura condessa de Mansfield, dando-lhe as boas-vindas à família. 

### Viena
Stormont foi então nomeado embaixador britânico na Áustria, de 1763 a 1772, na corte da imperatriz Maria Teresa . A esposa de Stormont, que era uma nobre alemã de nascimento, o ajudou a ser aceito pela alta sociedade de Viena. Ela era uma mulher de enorme charme, o que compensava o jeito reservado do marido, o que fez da embaixada em Viena um enorme sucesso.
A saúde de sua esposa sempre foi frágil, Horace Walpole a descreveu como uma Sêmele . Em 1766, Henrietta morreu repentinamente em Viena, com apenas 29 anos. A morte dela fez com que Stormont tivesse um colapso nervoso e recebesse uma licença prolongada. Ele embalsamou o coração dela em um vaso de ouro e o carregava para onde quer que fosse (mais tarde levado para Scone ). Eles tiveram uma filha sobrevivente , Lady Elizabeth Murray, que acabou sendo criada por seu tio e sua esposa em Kenwood House. 
Stormont descreveu sua esposa como "florescente no auge da vida, em talento, em beleza, [e] notável por todos os elogios, dotada de todas as virtudes, ela encontrou uma morte feliz para si mesma, [mas] profundamente amarga para seus amigos, pais e marido miserável". 

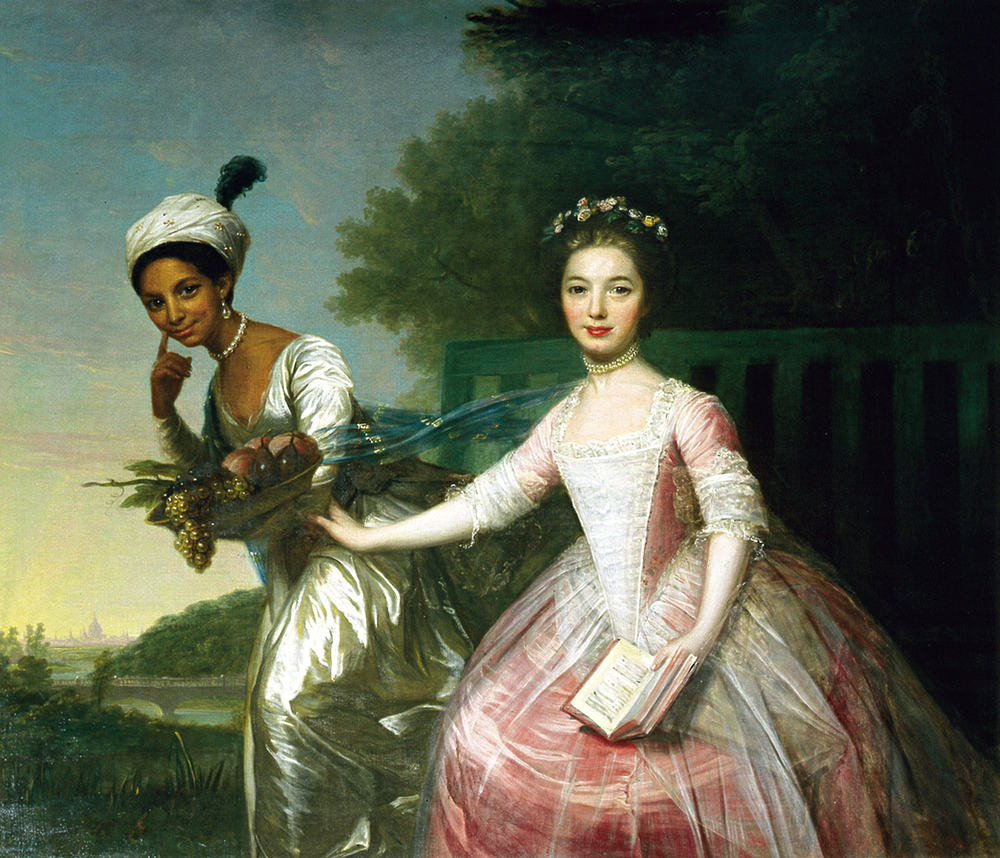
Dido Elizabeth Belle e Lady Elizabeth Murray por David Martin. Dido Elizabeth Belle (1761-1804) e Lady Elizabeth Murray (1760-1825), anteriormente em Kenwood, agora no Palácio de Scone

Seu amigo e colega diplomata, Sir William Hamilton, disse à sua sobrinha Mary Hamilton que, se não fosse por sua ajuda para tirá-lo da depressão e se recuperar em Roma, ele acreditava que Stormont poderia ter enlouquecido. Hamilton disse que a condessa tinha uma mente muito elegante. Stormont não retornou ao seu posto por dois anos e permaneceu solteiro por uma década, apesar da necessidade urgente de fornecer um herdeiro para evitar que seus títulos e os de seu tio fossem extintos. 
O grande antiquário Johann Joachim Winckelmann (que ele conheceu em Roma em 1768) trabalhou como bibliotecário do sogro de Stormont (Conde von Bünau). Ele observou que Stormont era " o homem mais culto de sua categoria que já conheci ". 
Após seu retorno de Roma, os últimos quatro anos em Viena foram dominados pela Guerra Russo-Turca, que começou em 1768. Ele protestou extraoficialmente sobre a divisão da Polônia, mas a divisão foi finalizada em 1772. 
Ao deixar Viena, ele recebeu de presente uma caixa de ouro cravejada de diamantes de José II, Sacro Imperador Romano. 

### Paris
Nessa altura, Stormont tornou-se um importante diplomata britânico, seguido de embaixador em Paris, de 1772 a março de 1778.  Na França, ele conheceu a rainha Maria Antonieta, que ele conheceu quando ela era uma pequena arquiduquesa na corte de sua mãe em Viena anos antes. A rainha da França ficou muito satisfeita em ser recebida por um rosto amigável e fez amizade com o visconde. Dizia-se que ele ensinou a jovem rainha a fazer carretéis, para comemorar sua amizade, ela o presenteou com uma das três escrivaninhas Jean Henri Riesener previamente encomendadas para marcar seu casamento.  Maria Antonieta o apelidou de " le bel Anglais ", que significa o belo inglês. 

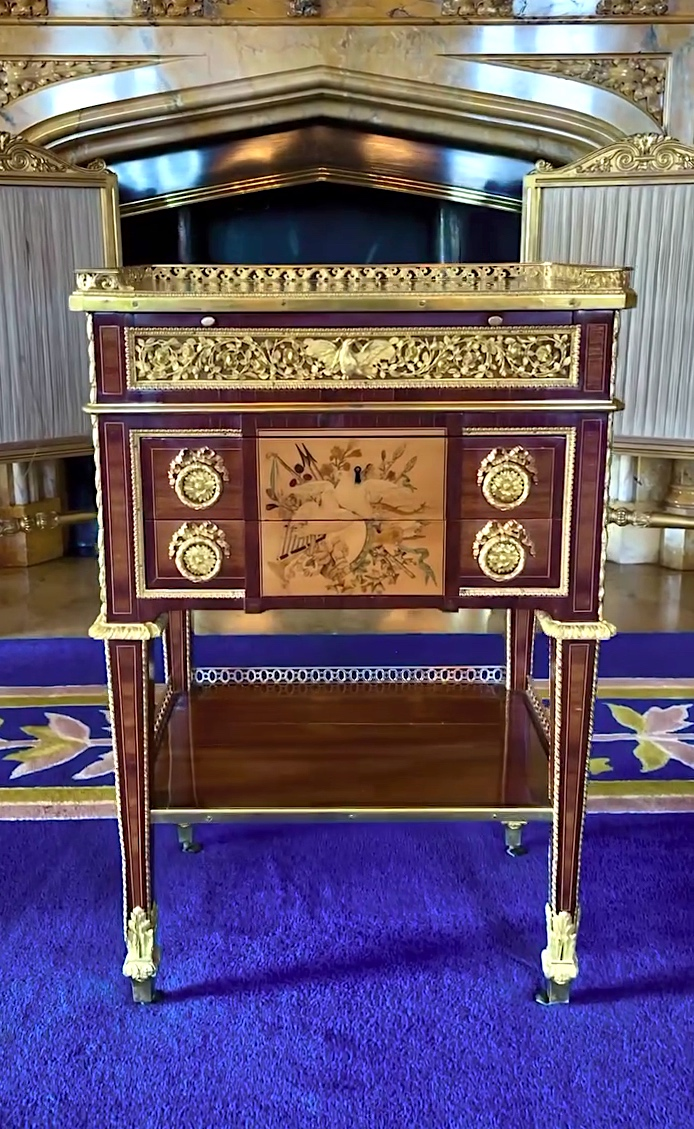
Escrivaninha da Rainha Maria Antonieta, de Riesener, doada ao 2º conde (Palácio Scone)

Em 1774, quando seu tio Lorde Mansfield estava hospedado na Embaixada Francesa, Lord Stormont apresentou seu tio a Luís XVI e Maria Antonieta no Palácio de Versalhes .  Ele era valorizado pela nobreza francesa por seu cérebro inteligente, coração bondoso e boa aparência, que manteve até a meia-idade. Ele se casou novamente depois de uma década com a jovem Louisa Cathcart em 1776.
Quando o governo francês enviou secretamente fundos para a América. Os americanos construíram uma fragata em Amsterdã e outra em Nantes. Os franceses também contribuíram com os meios de abastecimento dos corsários americanos que chegavam aos seus portos. Tudo foi feito com a maior discrição possível; mas Stormont, o embaixador britânico, tinha espiões em todos os portos principais e estava ciente de todos os seus procedimentos. 
Benjamin Franklin escreveu a Stormont em abril de 1777 sobre a troca de prisioneiros, para a qual não recebeu uma resposta satisfatória; mais tarde, alguns prisioneiros foram trocados, mas o canal de trocas nem sempre foi estabelecido. 
Em março de 1778, a França declarou apoio à revolução americana e à independência contra a Grã-Bretanha, num baile em Versalhes onde Stormont compareceu.  Assim, os embaixadores de ambos os países foram chamados de volta e Stormont retornou à Inglaterra. Madame du Deffand lamentou-o como amigo e frequentador de suas festas célebres. “Vejo inteligência em seu embaixador”, ela escreveu a Horace Walpole, “o melhor de todos os nossos diplomatas, sem comparação. Finalmente a guerra é declarada. Seu embaixador foi chamado de volta e talvez vá embora amanhã. Eu escrevi uma palavra para ele. Ele promete vir me ver amanhã entre cinco e seis. Confesso que me arrependo dele e não vi nada nele que não fosse honesto e razoável". 
Jean-Baptiste Le Roy comentou sobre Benjamin Franklin: "Nunca vi um homem tão feliz, tão jubiloso como M. Franklin, no dia em que Lorde Stormont, o embaixador inglês, finalmente deixou Paris". 

## Depois da carreira diplomática

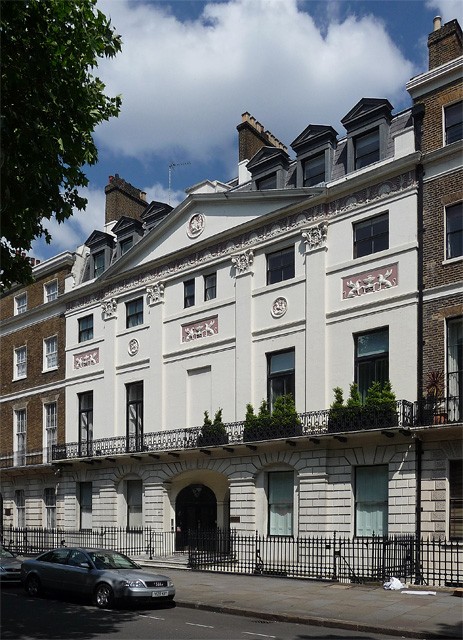
O número 37 do Portland Place foi destruído durante a Segunda Guerra Mundial e tinha a mesma fachada Adam do seu irmão gêmeo, os números 46-48, do outro lado.

Stormont atingiu o ápice de sua carreira quando foi nomeado o último Secretário de Estado do Departamento do Norte, servindo de 1779 a 1782.
Em 1783 foi nomeado Lorde Presidente do Conselho, e novamente de 1794 a 1796. Ele serviu como Lorde Juiz Geral entre 1778 e 1795. Ele foi nomeado Conselheiro Privado em 1763 e feito Cavaleiro do Cardo em 1768.
Ele comprou o número 56 de Portland Place (mais tarde renumerado para o número 37) em 1778, a maior casa da rua, recentemente desenvolvida por seu amigo Duque de Portland e Robert Adam. 
O rei George III disse que devia muito a Stormont, mas nunca o recompensou, isso foi observado por sua amiga Mary Hamilton, que disse que a palavra de um príncipe não pode ser considerada confiável, mas a palavra de um rei precisa ser.  Pois ele serviu ao Rei George III como enviado extraordinário por mais de 20 anos (suas muitas cartas ao Rei estão guardadas no Arquivo Nacional ).
A anfitriã do século XVIII, Elizabeth Montagu, elogiou Stormont em 1779, dizendo: "Fiquei muito triste quando ele nos deixou, pois costumava me visitar com frequência. Seu grande senso, conhecimento e grande conhecimento do mundo o tornam muito agradável, e eu o amo ainda mais por sua admirável resposta ao ataque malicioso a Lorde Sandwich. " 

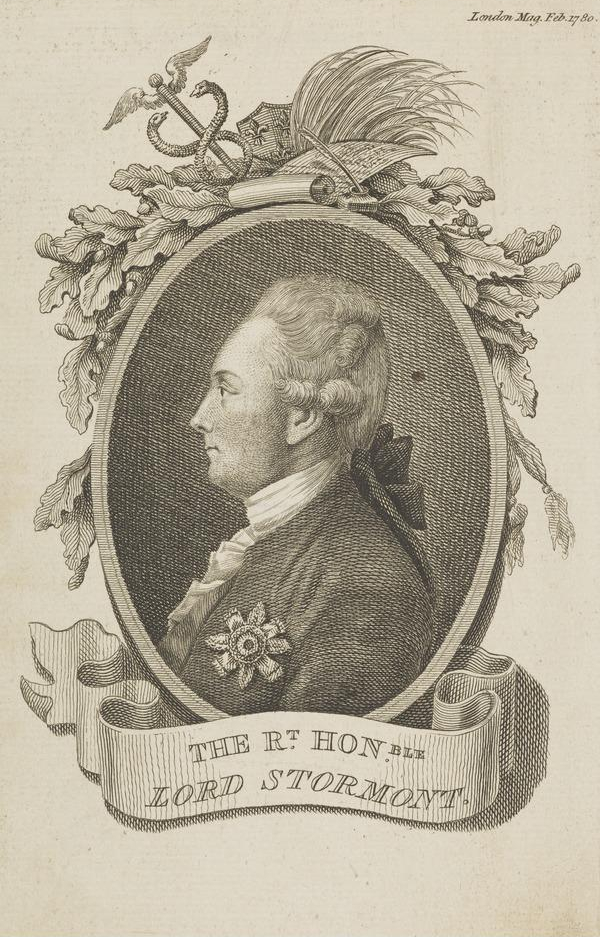
David Murray, Lorde Stormont c.1780.